# Вилхелм фон Юлих-Берг
Вилхелм (на немски: Wilhelm von Jülich-Berg, * 9 януари 1455, † 6 септември 1511) е като Вилхелм III херцог на Берг и като Вилхелм IV херцог на Юлих, също граф на Равенсберг от 1475 до 1511 г.

## Биография
Вилхелм е син на херцог Герхард фон Юлих-Берг († 1475) и София фон Саксония-Лауенбург († 1473), дъщеря на Бернхард II от Саксония-Лауенбург от род Аскани.
След смъртта на баща му през 1475 г. той го наследява като херцог. През 1472 г. се жени за графиня Елизабет фон Насау-Саарбрюкен (1459 – 1479), дъщеря на граф Йохан II фон Насау-Саарбрюкен, която му донася богато наследство, но умира през 1478 или 1479 г. За втори път Вилхелм се жени през 1481 г. за Сибила Бранденбургска (1467 – 1524), дъщеря на Албрехт Ахилес, курфюрст на Бранденбург.
Вилхелм няма синове. Затова през 1496 г. се създава т. нар. Клевски съюз. Единствената дъщеря на Вилхелм, 5-годишната Мария (1491 – 1543), и 6-годишният Йохан (1490 – 1539), син и наследник на херцог Йохан II фон Клеве, са сгодени и през 1510 г. оженени.
Вилхелм има четири извънбрачни деца, един син и три дъщери. Вилхелм умира през 1511 г. и с него завършва Дом Юлих. Той е погребан в катедралата на Алтенберг. Наследен е от зет си Йохан, който през 1521 г. наследява и Клеве-Марк. Така се образува херцогството Юлих-Клеве-Берг.